# 伊氏坦鱥
伊氏坦鱥（學名：Tampichthys ipni）為輻鰭魚綱鯉形目雅羅魚科的其中一種，分布於北美洲墨西哥圖斯潘河、卡佐內斯河、特科盧特拉河、瑙特拉河和米桑特拉河流域，體長可達9公分，棲息在河川底中層水域，生活習性不明。